# Западно-Казахстанский государственный медицинский университет имени Марата Оспанова
Западно-Казахстанский  медицинский университет им. М. Оспанова (ранее Актобинская государственная медицинская академия, Западно-Казахстанская государственная медицинская академия) — высшее учебное заведение по подготовке медицинских специалистов. Готовит медицинские кадры для западного Казахстана, Кызылординской и Костанайской области. Основным направлением научных исследований академии является разработка и испытание новых лекарственных препаратов. Единственный в Западном Казахстане медицинский университет, что придает научный статус городу Актобе.
В настоящее время обучение проводится по 6 специальностям: общая медицина, стоматология, фармация, Сестринское дело, общественное здравоохранение, медико-профилактическое дело. Поступление осуществляется по итогам ЕНТ, КТА и ЭССЕ.

## Университет сегодня

### Преподавательский состав
В Западно-Казахстанском медицинском университете имени М. Оспанова работают 770 преподавателей. Значительная часть профессорско-преподавательского состава имеет академические степени, что обеспечивает высокий уровень подготовки специалистов в области медицины. В их числе:
- Доктор PhD — 60 человек
- Доктор наук — 26 человек
- Кандидат наук — 136 человек[1]

### Факультеты
На сегодняшний день университет ведёт приём на обучение по следующим специальностям бакалавриата:
- Общая медицина
- Стоматология
- Общественное здравоохранения
- Фармация
- Сестринское дело
- Педиатрия

### Кафедры

#### Общая медицина
- Кафедра детских болезней № 1 с неонатологией
- Кафедра гистологии
- Кафедра нормальной и топографической анатомии с оперативной хирургией
- Кафедра общей врачебной практики № 1
- Кафедра нормальной физиологии
- Кафедра патологической физиологии
- Кафедра патологической анатомии и судебной медицины
- Кафедра оториноларингологии, офтальмологии
- Кафедра фармакология, клинический фармакология
- Кафедра языков
- Кафедра хирургических болезней № 1
- Кафедра внутренних болезней № 1
- Кафедра детской хирургии
- Кафедра акушерства и гинекологии № 1
- Кафедра психологии
- Кафедра неврологии (бакалавриат) с курсом психиатрии и наркологии
- Кафедра доказательной медицины и научного менеджмента
- Кафедра скорой неотложной медицинской помощи
- Кафедра клинической лабораторной диагностики

#### Общественное здравоохранение, стоматология, фармация и сестринское дело
- Кафедра медицинской и биологической химии
- Кафедра микробиологии, вирусологии и иммунологии
- Кафедра гигиенических дисциплин с профессиональными болезнями
- Кафедра эпидемиологии
- Кафедра инфекционных болезней и детских инфекций
- Кафедра пропедевтики внутренних болезней
- Кафедра хирургической и детской стоматологии
- Кафедра общей хирургии
- Кафедра общественно-гуманитарных дисциплин
- Кафедра физического воспитания
- Кафедра общественного здоровья и здравоохранения
- Кафедра фармацевтических дисциплин
- Кафедра естественно-научных дисциплин
- Кафедра терапевтической и ортопедической стоматологии
- Кафедра общей гигиены
- Кафедра стоматологии интернатуры и послевузовского образования

#### Послевузовское образование
- Кафедра нейрохирургии с курсом травматологии
- Кафедра анестезиологии и реанимации
- Кафедра неврологии
- Кафедра внутренних болезней № 2
- Кафедра фтизиатрии и дерматовенерологии
- Кафедра хирургических болезней № 2
- Кафедра акушерства и гинекологии № 2
- Кафедра детских болезней № 2
- Кафедра «Общая врачебная практика № 2»
- Кафедра онкологии
- Кафедра радиологии

## Рейтинги
В опубликованном Национальном рейтинге востребованности вузов Республики Казахстан на 2019 год ЗКМУ занимает 6 место среди всех ВУЗов страны.
В Национальном рейтинге ведущих медицинских ВУЗов Казахстана на 2024 год ЗКМУ занял второе место.